# Международные финансы
Междунаро́дные фина́нсы — понятие, характеризующее совокупность финансовых ресурсов, изъятых из национального обращения и поступившие в международный оборот.
Вместе с тем в широком смысле международные финансы необходимо понимать как один из видов экономических отношений, формирование которых подвержено многим экономическим, международным политическим, институциональным и технологическим факторам. Кроме того, понятие международных финансов включает и совокупность международных и национальных финансовых учреждений (институтов), которые обеспечивают движение финансовых ресурсов в масштабах мировой экономики. В настоящее время международные финансы стали отдельной сферой научных исследований, а также самостоятельной дисциплиной, которая преподается в российских и зарубежных высших учебных заведениях.
Международные финансы развиваются в процессе глобализации экономических отношений. Глобализация — рост мировой торговли, масштабов и специализации производства, развитие международных потоков капитала, межграничное движение товаров, услуг и людей — привела к развитию международных финансов, возникновению мировых финансовых рынков, международных финансовых корпораций, усложнению межгосударственных финансовых отношений и других аспектов международной финансовой деятельности.
Международные финансы отражают состояние и развитие постоянно меняющейся международной валютной системы, состояние и изменение платежных балансов отдельных стран, способствуют расширению мировых финансовых рынков, обусловливают создание международных финансовых организаций, а также расширение международной банковской и инвестиционной деятельности. Международные финансы охватывают и сферы личного потребления и накопления, что ведет к интернационализации личных финансов людей в самых разных странах мира. Основными участниками мировой системы финансов являются: транснациональные банки, транснациональные корпорации, портфельные инвесторы и международные официальные заёмщики (государства и государственные организации). Международные операции с финансовыми ресурсами ведут к формированию целой системы финансовых инструментов. Их обращение в масштабах мировой экономики, организованное финансовыми учреждениями, образует мировой финансовый рынок, важнейшим структурным элементом которого становятся мировые финансовые центры.
Международные финансы стали динамичной силой, оказывающей существенное воздействие на финансовые системы отдельных стран, и во взаимодействии с мировой экономической средой — мощным инструментом экономической интеграции отдельных стран и целых регионов, а также стимулом инвестиционного и экономического роста в глобальном масштабе. Вместе с тем, они также способствуют международному распространению кризисных явлений и периодическому возникновению мировых финансовых кризисов.

## Учебная дисциплина
Проблематика международных финансов вошла в целый ряд дисциплин, которые преподаются в высших учебных заведениях как в России, так и за рубежом. В ряде случаев данная проблематика объединена с преподаванием делового администрирования, финансовой теории, финансового менеджмента, международной торговли. Преподавание международных финансов осуществляется на различных уровнях обучения, как на начальных, так и более продвинутых, предполагающих специализацию студентов. Например, дисциплина «Международные финансы» преподается на экономическом факультете Йельского университета, при этом отдельные проблемы международных финансов, такие как «Будущее глобальных финансов», включены в программу Йельской школы менеджмента, где в частности преподает лауреат Нобелевской премии по экономике Роберт Шиллер. Его более общий курс «Финансовые рынки» доступен онлайн. Также дисциплина международные финансы преподается в Уортонской школе бизнеса Пенсильванского университета, Гарвардской школы бизнеса и других бизнес-школах.